# Менча Куфенджиева
Менча Куфенджиева е българска просветна деятелка от Македония.

## Биография
Родена е в село Добреновец, Кичевско (тогава в Османската империя) или в Кичево.
Постъпва в Солунската българска девическа гимназия, която завършва в 1906 година с випуск XVI.
Работи пет години като учителка в град Кичево, а след това две години в Дебър. След Междусъюзническата война учителства три години в България, в Койнаре, Белослатинска околия, Врачански окръг.
През лятото на 1916 година е в София. Обръща се към учителя си от Солунската гимназия Сребрен Поппетров с молба за съдействие да бъде назначена за учителка в Скопие.